# Евфросин Синозерский
Евфроси́н Синозе́рский, или Евфроси́н Синезе́рский (в миру Ефрем Сименов) — православный монах, основатель Синозерской пустыни.
Канонизирован Русской православной церковью как преподобномученик (память — день мученической смерти 20 марта (2 апреля) 1612 года, с Собором Новгородских святых — в 3-ю неделю по Пятидесятнице, с Собором Карельских святых — 21 мая).

## Жизнеописание

### Жизнь в миру
Ефрем родился «Корельском крае» на северо-западном берегу Ладожского озера, отца звали Симеон, имя матери до нас не дошло. В юные годы он жил в Валаамском монастыре, возможно, был послушником. В 1578 году обитель была захвачена и разграблена шведами, возможно, с этим связано то, что Ефрем переселился в Новгород Великий и, пробыв там немалое время, потом переселился в область того же Великого Новгорода, в Бежецкую пятину, в весь (село) Долосскую, в 30 поприщах (20 верстах) от Устюжны Железопольской, где был чтецом в церкви святого великомученика Георгия и святителя Николая Чудотворца, и прожил там немалое время, до совершеннолетия.

### Начало монашеской жизни
Монашеское пострижение с именем Евфросин преподобный принял в Успенском Тихвинском монастыре, где прожил некоторое время. С 1600 года он с благословения настоятеля ушёл из монастыря пустынножи́тельствовать в диких болотах близ реки Чагодощи на берегу Синичьего озера (от упоминавшейся Долосской веси на пятнадцать или больше поприщ). Поставив крест и выкопав пещеру, преподобный прожил здесь два года, питаясь только дикими растениями и грибами («Пища же его бысть пустынная: былиа многи, различный губы, грибы, грузды, рыжики, волнянки; такожде многоразличные еже есть сия ягодичия: брусница, черемха, смородина, черница, ледуница, команица, рябина; мно́гажды же ядя́ше ягодник, си́речь боровой белый мох»). Нечаянно его нашли окрестные жители, которые стали приходить к преподобному за наставлениями, а некоторые оставались при нём жить.

### Основание Синозерской пустыни
Со временем в Старой пустыни собралось много насельников, и Евфросин был вынужден основать на восточном берегу Синичьего озера, неподалёку от Старой пустыни, новый монастырь. Согласно грамоте царя Михаила Фёдоровича Синозерской пустыни от 22 февраля (3 марта) 1636 года, дошедшей до нас в списке XIX века, Евфросин создал новую пустынь вместе с преподобным Гурием Шалочским в 7100 (то есть 1591/1592) году: «Поселилися в ту пустыню у Синичья озера, на нашей порожней земле, на диком лесу, на речке на Чагодоще пустынники старцы Гурей да Ефросин от манастыря и от церкве и от людей во все стороны далеко». По преданию, вместе с ними также подвизался преподобный Филарет Унженский.

### Мученическая кончина
В 1612 году, когда польские отряды грабили Россию, в его пустыни спасалось от разбоя множество людей. Однажды Евфросин сказал, что поляки идут в пустынь, и советовал всем бежать. Многие не поверили. «Почему же ты не уходишь от этого святого места?» — спрашивали они. Старец отвечал: «Я ради Христа пришел умереть на святое место сие». Послушавшиеся святого и ушедшие из обители спаслись, оставшиеся почти все были убиты поляками. Инок Иона, живший в обители, не сомневаясь в словах старца, хотел бежать вместе с мирянами, но преподобный Евфросин удержал его: «Брат Иона, — говорил преподобный, — зачем допускать в душу страх малодушия? Когда настает брань, тогда-то и нужно показать мужество. Мы дали обет жить и умереть в пустыни. Надо быть верным слову, данному пред Господом», «Воля Божия да будет, но мы не устрашимся маловре́меннаго страха любве́ ради Христовы, на се бо и зва́ни есмы́, сиречь обеты своя Господеви возложили, еже умрети на месте сем, имене его ради стати».
После этого святой облёкся в схиму и всю ночь провёл в молитве. На следующий день, 20 марта, на обитель напали поляки. Преподобный в схимническом одеянии вышел из келлии и стал у водружённого им креста. Поляки бросились к нему, требуя отдать им имение монастыря. «Все имение этого монастыря и мое — в церкви Пречистой Богородицы», — ответил преподобный, разумея то некрадо́мое богатство, которое для верующих сокрыто в Боге. Не понявшие его захватчики бросились к храму, а один из них вынул меч и ударил преподобного Евфросина в шею, и святой старец пал на землю мёртвым. Когда поляки, озлобленные тем, что ничего не нашли в церкви, вернулись, убийца, не довольствуясь тем, что святой был уже бездыханен, пробил ему голову боевым топором. Был убит и инок Иона.
Вместе с преподобным в обители остался также один благочестивый крестьянин, Иоанн Сума. Когда ворвались враги, он находился в келлии преподобного. Несмотря на тяжёлые раны, полученные от иноземных захватчиков, Иоанн остался жив. По уходе поляков он пришёл в себя и рассказал вернувшемуся сыну о том, что произошло. От них об этом узнали и окрестные жители.
Тело преподобного было с честью погребено 28 марта. В тот же день погребли инока Иону и всех, кто погиб от меча.
Спустя 34 года по кончине святого в его обители был возведён строителем Моисеем новый храм во Имя Пресвятой Троицы и колокольня с переходами. 25 августа (4 сентября) 1653 года мощи Евфросина, обретённые нетленными, по благословению Новгородского митрополита Макария были перенесены и положены строителем Ионой под новой колокольней Благовещенской церкви на юго-восточной стороне под спу́дом.

## Святые мощи
25 августа (4 сентября) 1653 года мощи Евфросина, обретённые нетленными, по благословению Новгородского митрополита Макария были перенесены и положены под новой колокольней Благовещенской церкви на юго-восточной стороне под спудом. Над ними было устроено надгробие с резным образом Евфросина в рост. По благословению Новгородского и Санкт-Петербургского митрополита Гавриила (Петрова) в 1799 г. над местом погребения Евфросина была устроена новая рака с клеймами, на которых изображалось убиение святого. Через отверстие в надгробии можно было видеть гроб Евфросина, вместо крышки засыпанный песком, который считался чудодейственным (отверстие было заколочено по распоряжению священника Г. Яковцевского около 1900). В 1913 году, после канонизации, для мощей святого была устроена новая бронзовая рака, стоявшая в часовне под колокольней.
Богослужение в Троицко-Благовещенской церкви совершалось до 1933 года. В том же году, после закрытия храма, рака со святыми мощами поступила в Устюженский краеведческий музей. В 1936 года мощи были вскрыты, некоторое время выставлялись в антирелигиозной экспозиции музея, затем хранились в фондах, в 1954 году рака 1913 года была сдана в металлолом. 14 июня 1991 г. святые мощи Евфросина были переданы Русской Церкви, ныне почивают в приделе во имя сщмч. Антипы в Казанской церкви Устюжны в раке 1799 г.

## Почитание
К середине XVII в. были составлены два тропаря и кондак Евфросину, помещённые в конце Жития святого, в тропаре отмечается нетленность мощей преподобномученика. Его имя встречается в рукописных святцах, внесено в «Описание о российских святых» (известное в списках XVIII—XIX вв.).
После возобновления в 1619 г. Синозерский монастырь получал многочисленные вклады, что, по-видимому, было связано с широко распространившимся почитанием Евфросина. В 1636 г. обитель по царской грамоте была наделена землёй вдоль р. Чагодощи, о земельных пожалованиях монастырю сообщают грамоты царей Алексея Михайловича и Феодора Алексеевича. Алексей Михайлович пожертвовал в монастырь колокол, о чём сообщала надпись на нем. Во второй половине XVII в. в Синозерскую пустынь делали вклады представители московской и местной знати — князья Черкасские, Волконские, бояре Морозовы, Нарышкины, Пушкины, стольники Леонтьев, Львов, Дашков, местные дворяне Ушаковы, Булгаковы, Батюшковы, царские духовники протопопы Стефан Вонифатьев и Меркурий Гаврилов.
В 1847 г. священник церкви в селе Долоцком Евфимий, исцелившийся по молитве к Евфросину, составил молитву преподобномученику. Предметом почитания паломников в XIX в. было хранившееся в Троицко-Благовещенской церкви схимническое облачение святого, в котором он, по преданию, принял мученическую кончину. В середине XIX в. в иконостасе Троицкой церкви, слева от царских врат, находился образ Благовещения Пресвятой Богородицы, который, по преданию, Евфросин установил в Благовещенской церкви.
Имя Евфросина было включено в опубликованный Синодом в 1904 г. «Верный месяцеслов всех русских святых», после чего в синозерской Троицкой церкви начали служить молебны с пением тропаря Евфросину и чтением молитвы святому.
По повторному ходатайству о восстановлении почитания Евфросина (1911 года), по решению Синода от 29 июня (12 июля) 1912 г. он был канонизирован к общероссийскому почитанию. На торжества, прошедшие под председательством архиепископа Новгородского и Старорусского Арсения (Стадницкого), съехалось около 30 тысяч паломников, поздравительную телеграмму прислал Император Николай Александрович. В начале XX века в Новгородской епархии действовало братство во имя Евфросина.
Несмотря на то что все храмы и колокольня обители (деревянные) в XX веке сгорели, паломничество в бывшую пустынь не прекращалось и продолжается в настоящее время, у святого колодца неоднократно совершались и совершаются исцеления по молитвам к Евфросину. В Краеведческом музее муниципального Центра истории и культуры Чагодощенского района (открыт в 1994) ведётся запись о чудотворениях Евфросина.
Имя преподобномученика было включено в Собор Новгородских святых, празднование которому восстановлено в 1981 г. (известно с 1831), в Собор Карельских святых, новое празднование к-рому 21 мая установлено по благословению Патриарха Московского и всея Руси Алексия II 10 марта 2004 г.
14 октября 2001 года на месте Старой пустыни поставлена посвящённая преподобномученику Евфросину часовня.
В 2019 году Богослужебной комиссией Череповецкой епархии составлен акафист святому.

## Исторические источники
Основным источником сведений о Евфросине является его Житие, написанное в 1650 г. иноком Синозерской пустыни (пострижеником Соловецкого в честь Преображения Господня монастыря) Ионой Филипповым Суровцыным. Текст был создан по благословению второго настоятеля Синозерского монастыря Моисея со слов крестьянина села Долоцкого Емелиана Сумина, отец которого, Иван Сумин, был свидетелем мученической кончины Евфросина. Во второй половине XVII — начале XIX в. рукопись Жития хранилась в пустыни, копировалась. Один из списков конца XVIII — начала XIX в., содержавший сведения о трёх чудотворениях Евфросина, был опубликован в 1901 г. В 1778—1779 гг. с рукописи Жития, предположительно относившейся к XVII в., был сделан список, долгое время находившийся в Троицко-Благовещенской церкви упразднённой Синозерской пустыни. В 1936 г. он поступил в Череповецкий краеведческий музей (Череповецкий краевед. музей. № 69 (9-55, 1056/47)), текст по данной рукописи опубликован в 1999 г. Известны и другие списки Жития: БАН. Собр. Тихвинского мон-ря. № 1, XIX в.; РНБ. F.I.926, 1830 г. Свящ. Г. Яковцевский вместе с публикацией Жития в 1901 г. издал записи о 27 чудесах, совершившихся по молитвам к святому с конца XVIII до 1862 года, позднее были опубликованы сведения ещё об 11 чудотворениях, совершившихся в 1862—1912 гг. (чудотворения преимущественно связаны с исцелениями от различных болезней). В Синозерской пустыни до середины XIX в. хранился синодик XVII в., начатый иеромонахом Ионой (вероятно, автором Жития), в котором перечислены строители обители начиная с Евфросина.